# Уморената смърт
„Уморената смърт“ (на немски: Der müde Tod: ein deutsches volkslied in 6 versen) е германско фентъзи от 1921 година на режисьора Фриц Ланг по негов сценарий в съавторство с Теа фон Харбоу.
Сюжетът е развит около историята на млада жена, която сключва сделка със Смъртта да съживи мъртвият ѝ любим, ако тя успее да спаси човешки живот със силата на любовта – следват три истории в историята, действието на които се развива в Близкия Изток, Венеция и Китай. Главните роли се изпълняват от Лил Даговер, Валтер Янсен, Бернхард Гьоцке, Рудолф Клайн-Роге.